# 黑爾默斯科格爾山
47°48′11″N 13°42′58″E / 47.80308°N 13.71603°E
黑爾默斯科格爾山（德語：Helmeskogel），是奧地利的山峰，位於該國北部，由上奧地利州負責管轄，屬於赫倫格山的一部分，海拔高度1,581米，每年平均降雨量1,801毫米。